# Вергуленко Ігор Сергійович
І́гор Сергі́йович Вергуленко — український військовослужбовець, старший лейтенант (посмертно).

## Життєпис
Народився в 1999 році в с. Білокуракине Луганська область. З дитинства мріяв стати військовиком.
У 2021 році закінчив Харківський національний університет повітряних сил України імені Івана Кожедуба.
Проходив службу в 302-му Харківському зенітному ракетному полку. Учасник АТО.
Загинув 24 лютого 2022 року в перший день повномасштабної війни внаслідок ворожого обстрілу по військовій частині м. Харків.
Похований у рідному селищі Білокуракине.
Залишилися мати та дружина Альона.

## Нагороди
- Орден «За мужність» 3-го ступеня.[1]